# Mon éducation : Un livre des rêves
Mon éducation : Un livre des rêves (titre original : My Education: A Book of Dreams) est un récit de divers rêves de William S. Burroughs, rassemblement détaillé de ses rêves, paru en 1995.

## Contenu
William Burroughs entreprend une autobiographie par ses rêves sous effet de drogue, ses réminiscences, ses amants et ses amis (Brion Gysin, Jack Kerouac) entre autres ; ses endroits visités ou imaginaires. De nombreuses références à d'autres de ses récits ou au personnage de Mort, issu de Les Garçons sauvages : Un livre des morts sont présentes dans cet ouvrage, le dernier publié du vivant de l'écrivain, qui le dédicace à Michael Emerton (1966-1992).
La plupart des rêves se passent dans un environnement mondain, dans lequel il est à la recherche de relations, amicales et sexuelles ; dans certains rêves, il est à la recherche de nourritures, intellectuelles ou érotiques ; il est toujours question de recherches lorsque Burroughs apprend à son lecteur comment créer un botulisme. Une place est réservée aux villes qu'il visite lors de divers, nombreux voyages : l'Égypte, Tanger, Londres et Paris, entre autres.

## Le titre
La signification du titre est expliquée dès le premier rêve, daté de 1959.